# 富士產經集團
富士產經集團（日語：フジサンケイ・コミュニケーション・グループ）是日本一家大型傳媒集團，簡稱FCG，成立于1967年，以富士媒體控股為核心公司，主要成員包括富士電視台、日本放送、產經新聞社、產經大廈、波麗佳音、文化放送。旗下員工數超過10,000人。截至2020年9月，富士產經集團轄有82個株式會社（股份公司）及外國公司、4個財團法人及社會福祉法人。1963年至1969年，產經新聞社曾出資日本職棒球隊「國鐵燕子」，並將其更名為「產經燕子」，其後身東京養樂多燕子現仍和富士產經集團有密切關係。
1985年8月，在時任富士產經集團總裁鹿內春雄主導下，富士產經集團制定「眼球標誌」（目玉マーク）做為集團成員共同標誌，由插畫家吉田勝設計。1986年4月1日，富士產經集團啟用眼球標誌為集團成員共同標誌，搭配使用設計師馬場雄二設計的專用字型。
持有富士電視台最多股份的日本放送在2005年之前是富士產經集團名義上的核心企業。但在2005年，由於日本放送經營權問題導致堀江貴文試圖藉獲得日本放送經營權而獲得富士產經集團整體經營權，引發富士產經集團對股權結構進行調整。富士電視台（2008年後改為富士媒體控股）取代日本放送，成為富士產經集團的核心企業。
在集團成員中，文化放送是唯一非由富士媒體控股佔有多數持股的核心企業，其最大股東為天主教聖保祿會，與富士產經集團的股權關係在於文化放送持有富士媒體控股股份。此外，文化放送及其子公司也沒有使用眼球標誌。

## 外部連結
- 富士產經集團（页面存档备份，存于）（日語）（英文）